# Diego Sarmiento de Acuña
Diego Sarmiento de Acuña, I conde de Gondomar y  señor de las Villas y Casa de Gondomar  (Astorga, 1 de noviembre de 1567 - Casalarreina, 2 de octubre de 1626) fue un noble y diplomático español, caballero de la orden de Calatrava, y embajador de España en Inglaterra entre 1613 y 1622.
Fue el más avisado y experto embajador español de la Edad Moderna, merecedor de epítetos como el "Embajador de España" y el "Maquiavelo español". Amigo personal de Jacobo I de Inglaterra, tuvo un papel muy destacado en la política inglesa del período, en especial en el mantenimiento de la paz entre Inglaterra y España, liderando la facción católica y pro-española de la Corte inglesa.
Erudito y bibliófilo, reunió una de las más importantes bibliotecas privadas del siglo XVII. Se caracterizó porque bajo su orden se escribieron diversos textos pertenecientes a una literatura redactada pero no impresa, como por ejemplo: Diálogo de Alberte e Bieito.

## Vida

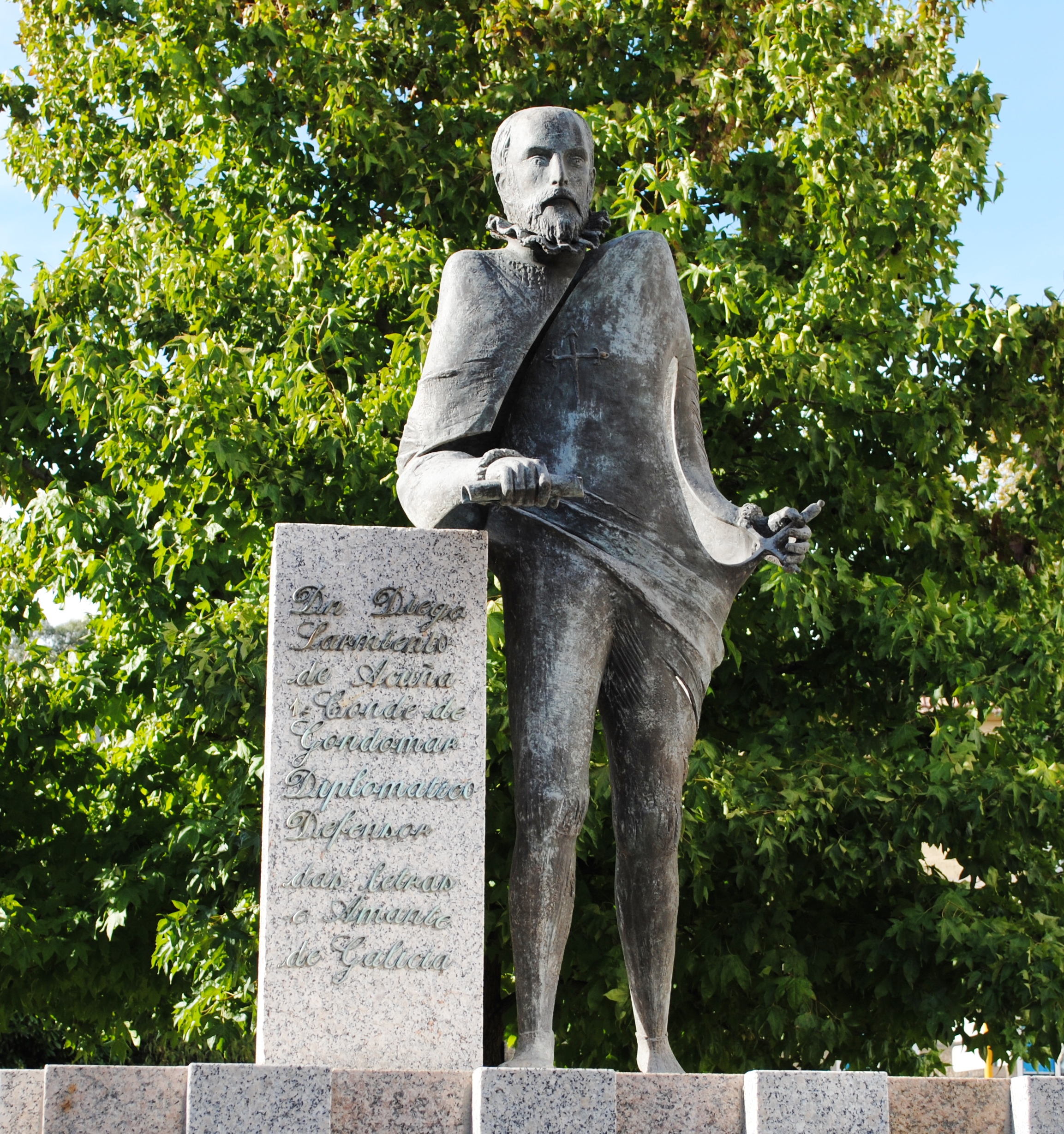
Estatua en Gondomar, con la leyenda:
"Don Diego
Sarmiento
de Acuña
Conde de
Gondomar
Diplomático
Defensor
das letras
e Amante
de Galicia."

### Juventud
Primogénito del matrimonio habido entre García Sarmiento de Sotomayor, corregidor de Granada y gobernador de las Islas Canarias, y Juana de Acuña, Diego Sarmiento heredó grandes tierras tanto en Galicia como en Castilla la Vieja. En 1583, Felipe II le encomendó el mando militar de la frontera portuguesa y la costa gallega. Durante la Guerra anglo-española de 1585-1604 repelió una incursión inglesa y tomó parte en la exitosa defensa de La Coruña contra la flota del pirata Francis Drake y la "Armada Inglesa" de 1589. En 1593 fue nombrado corregidor de Toro. En 1603 el nuevo monarca, Felipe III, lo despachó a Vigo para supervisar el desembarco de la carga de dos galeones de la Carrera de Indias, obligados a refugiarse en Vigo e impedidos para ir al puerto de Sevilla. A su regreso a la Corte fue recompensado con un puesto en el Consejo de Hacienda.
En 1609 fue nuevamente destinado a la costa de Galicia, para repeler en esta ocasión un ataque naval perpetrado por los rebeldes holandeses. A pesar de estos altos cargos militares y civiles, el conde de Gondomar residía en Gondomar, en Valladolid poseía la Casa del Sol y ya había reunido una espléndida biblioteca.
Hábil cortesano, cultivó la amistad del Duque de Lerma, que en 1612 le confió la embajada en Londres, que no ocuparía hasta mayo de 1613.

### La embajada en Londres
Nada más llegar a Inglaterra, la excelencia de su latín impresionó gratamente al rey Jacobo, sobre el que siempre tendría gran ascendiente. Halagó sus gustos intelectuales y literarios, y explotó su pacifismo en favor de los intereses de España. En este sentido manejó con maestría la proyectada boda entre el Príncipe de Gales y la infanta María Ana, la llamada Boda española.
Su tarea, en el preludio de la Guerra de los Treinta Años, fue evitar que el rey inglés interviniera en el Sacro Imperio en ayuda de los protestantes, y en especial de su yerno Federico V del Palatinado, evitando así de paso los ataques ingleses al comercio marítimo y el imperio ultramarino de España. Su éxito le hizo odioso a los puritanos y antiespañoles.
Los amigos de Gondomar en la Corte inglesa, los bien intencionados que mencionaba en sus despachos a la Corona, se centraban en la familia Howard: Henry Howard, conde de Northampton, (m. 1614), Thomas Howard, conde de Suffolk y Lord Alto Tesorero, cuya hija estaba casada con uno de los favoritos del rey Jacobo, Charles Howard, conde de Nottingham y Lord Alto Almirante, Thomas Howard, conde de Arundel, y sus protegidos. Esta facción prefería el matrimonio y la alianza con España en lugar de la de Francia, tradicional aliada de Escocia, y evitar por todos los medios la guerra abierta con España que propugnaban los puritanos más integristas. Casi todos los Howard eran católicos o criptocatólicos, y recibían subsidios de la Corona española, aunque el dinero jamás tuvo un gran efecto en sus opiniones y acciones y Gondomar carecía de fondos para hacer sobornos. Entre los beneficiarios, según una embarazosa lista que salió a la luz pública en 1613, se encontraba el propio rey.

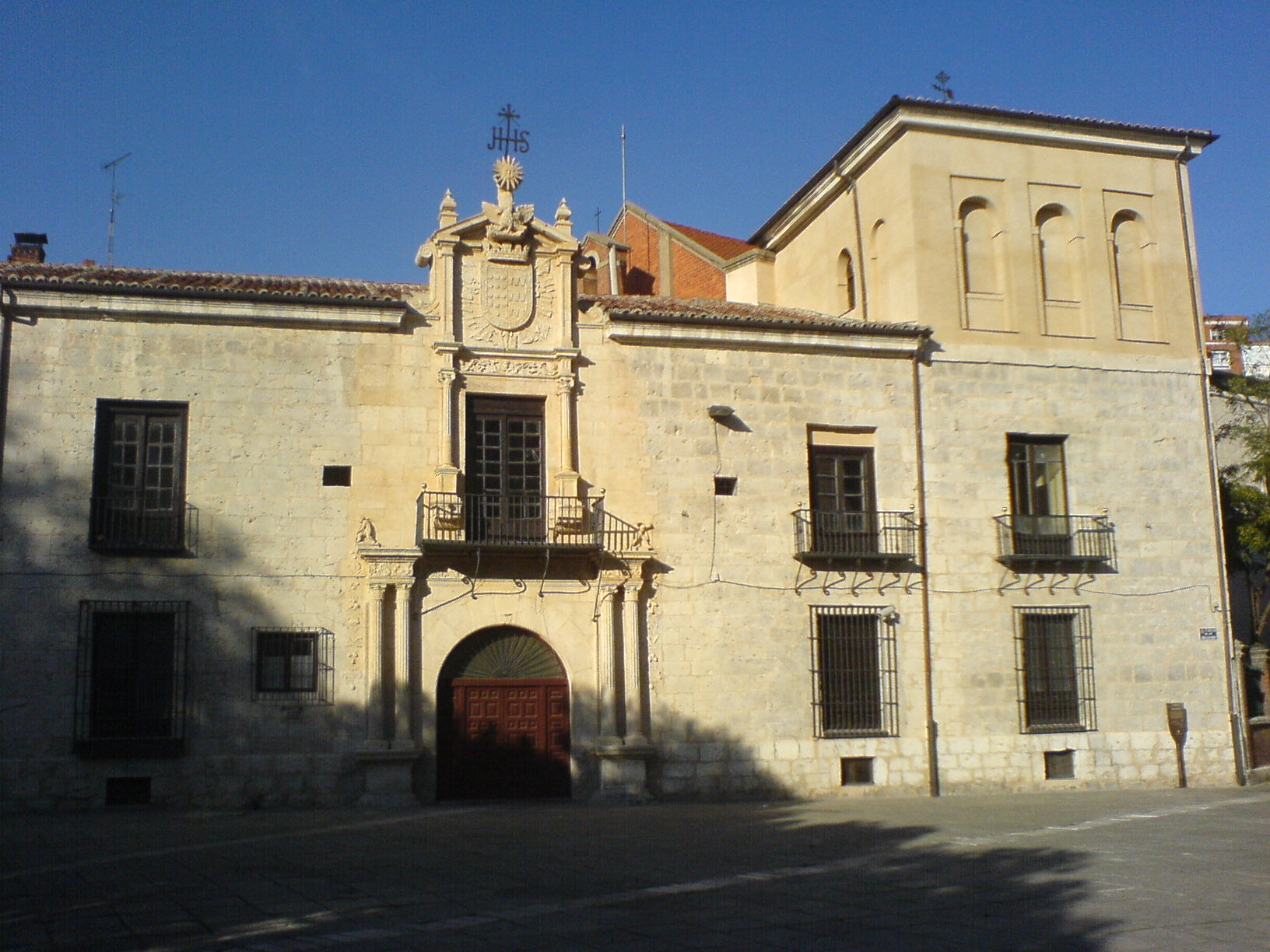
El Palacio del Conde de Gondomar (llamada Casa del Sol), en Valladolid.

Gondomar concibió su embajada como una misión solapada en territorio enemigo, y se tomó al pie de la letra la divisa que adoptó: aventurar la vida y osar morir; desafió abiertamente a los ingleses cuando se negó a arriar los colores de España de los navíos de guerra que le llevaron al puerto de Portsmouth, y solo la apelación al Rey evitó que se llegara al intercambio de disparos. Exigió y logró la liberación incondicional de la poetisa y agitadora católica Luisa Carvajal y Mendoza. La clave de su éxito fue siempre su privilegiada relación con el soberano inglés, quien admiraba su ingenio, cultura y prestancia, y apreciaba sobremanera su compañía. Como broma privada, se llamaban a sí mismos los "Dos Diegos", y como gracia especial bebían de la misma botella.
En un descuido, Jacobo enseñó al embajador español la capitulación de la Corona inglesa por la cual sir Walter Raleigh había navegado a la Guayana. Según ésta, el ataque perpetrado a Santo Tomé de Guayana la violaba. De tal modo, Gondomar presionó y en octubre de 1618 logró que el Rey ejecutara a Walter Raleigh (acusado de conspirar contra el monarca en 1603, pasó 12 años en prisión antes de que su proceso se cerrara en falso), lo que exacerbó la animosidad de sus enemigos. Debido a ello fue atacado por panfletistas como Richard Dugdale o dramaturgos como Thomas Middleton, que le convirtió en antihéroe del drama A Game at Chess (1625).
Debido a su mala salud, agravada por el clima inglés, Gondomar fue eximido de sus obligaciones, pero en el viaje de vuelta a España fue requerido para que retornara vía Francia y Flandes. Nuevamente ocupó la embajada de 1619 a 1622, en los primeros años de la Guerra de los Treinta Años. La expedición de Roger North a la Guayana en 1620 repitió las violaciones de Raleigh con respecto a las posesiones ultramarinas de España, y ante la insistencia de Gondomar, North fue encarcelado.

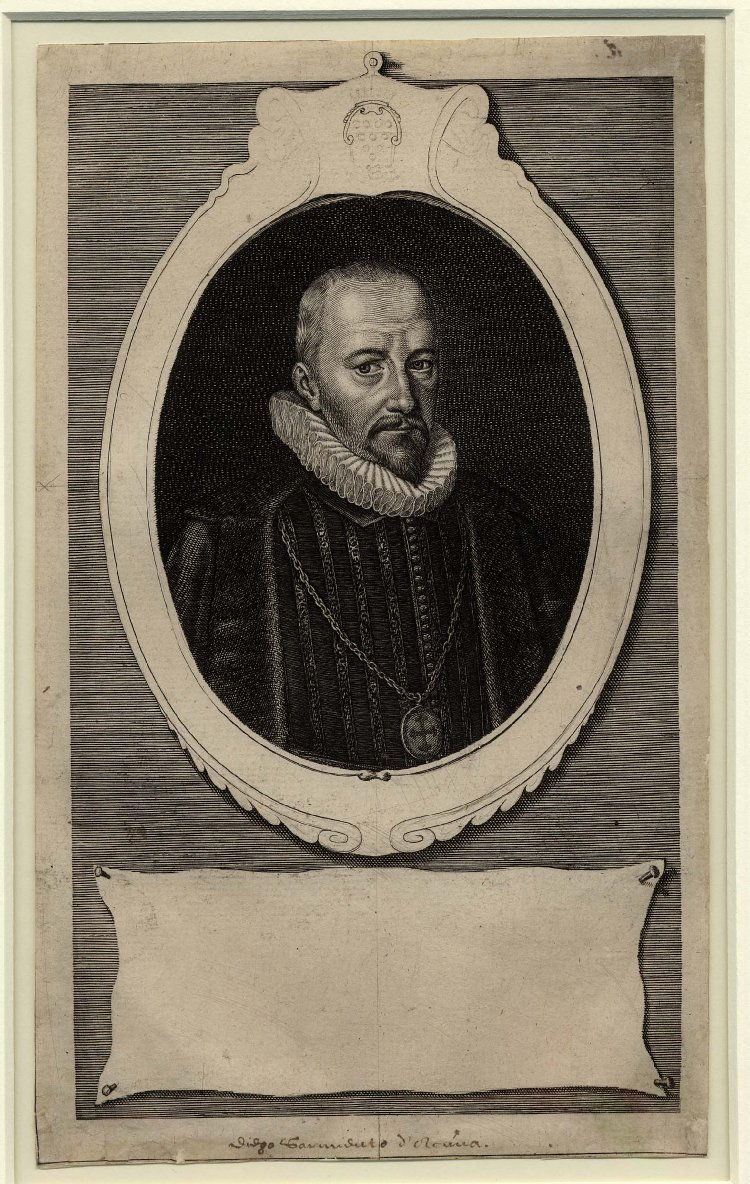
Grabado del conde de Gondomar (1622) por Simon van de Passe.

El momento más tenso de su embajada fue el proyecto del Conde Mansfeld de auxiliar a Federico V del Palatinado, el rey de invierno de Bohemia y yerno de Jacobo I, con tropas reclutadas en Inglaterra. Madrid y Bruselas fueron advertidas de que los franceses pretendían aliarse con Mansfeld para atacar los Países Bajos españoles, con lo que el proyecto se dejó correr.
Cuando finalmente se retiró de vuelta a España, fue nombrado miembro del Consejo y Cámara de Su Católica Majestad, y enviado a una misión diplomática a Viena. Gondomar se hallaba en Madrid cuando se produjo la inesperada llegada del Príncipe de Gales —más tarde Carlos I de Inglaterra— en busca de la mano de la infanta María Ana. Murió en la casa del Condestable de Castilla, el VI Duque de Frías, junto a Haro, en La Rioja.

## Familia
El I Conde de Gondomar se casó en dos ocasiones. La primera con su sobrina Beatriz Sarmiento y Mendoza, el 27 de diciembre de 1581, de quien no hubo descendencia, y la segunda con su prima Constanza de Acuña y Lampre, el 1 de noviembre de 1588, de quien hubo cuatro hijos y tres hijas. El odio que le profesaron en Inglaterra demuestra el celo con que apoyó a su marido en todos sus asuntos.

## Gondomar y las artes y las letras
Su extraordinaria biblioteca fue cedida por su descendiente, el Marqués de Malpica, a Carlos III en 1785, y actualmente se encuentra en la Real Biblioteca de Madrid. Se conserva un epistolario de cerca de 15.000 cartas.
Un retrato de Gondomar, atribuido a Diego Velázquez, se encontraba antaño en Stowe, Buckinghamshire. Fue reproducido en grabado por Robert Cooper[[]].

## En la ficción
Unax Ugalde interpreta a Diego Sarmiento en la miniserie británica de 2024 Mary & George.

## Historiografía
- La misión diplomática de Gondomar en Inglaterra es tratada extensamente por Samuel Rawson Gardiner en su History of England (London, 1883-1884), y más recientemente en The Prince and the Infanta: The Cultural Politics of the Spanish Match, de Glyn Redworth (New Haven, 2003).
- Pascual de Gayangos y Arce escribió una introducción bibliográfica a la publicación de parte de su correspondencia, Cinco Cartas político-literarias de Don Diego Sarmiento de Acuña, conde de Gondomar, publicada en Madrid en 1869 por la Sociedad de Bibliófilos.
- Carmen Manso Soto, Don Diego de Sarmiento de Acuña, Conde de Gondomar (1567-1626): erudito, mecenas y bibliógrafo, Santiago de Compostela: Junta de Galicia, 1996.
- José García Oro, Don Diego Sarmiento de Acuña, Conde de Gondomar y embajador de España. estudio biográfico, Santiago de Compostela: Junta de Galicia, 1997.
- Fernando Bartolomé Benito, Don Diego Sarmiento Acuña, conde de Gondomar: el Maquiavelo español. Hay asimismo una biografía en inglés de F.H. Lyon (1910).
- Francisco Maseda, Galego de lei, Don Diego Sarmiento de Acuña, I Conde de Gondomar, Biblos, Colección Mandaio, Cesuras, La Coruña, 2011.